# Ernst Anton Heiliger

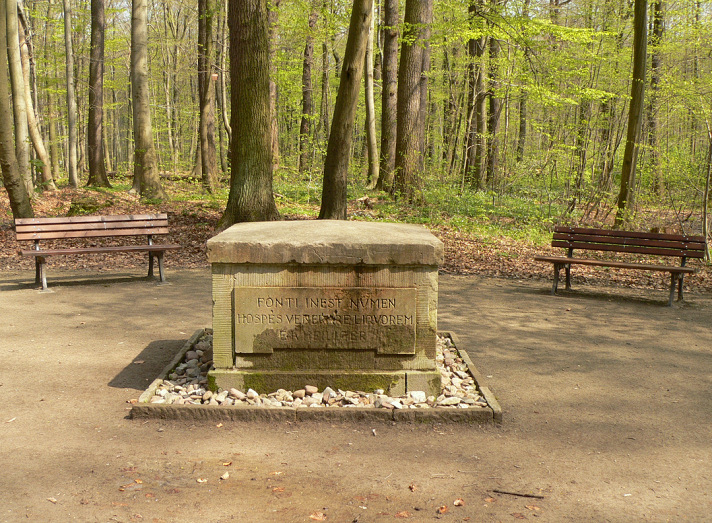
Heiligers Brunnen in der Eilenriede

Ernst Anton Heiliger (* 1. August 1729 in Hannover; † 2. Juli 1803 ebenda) war von 1761 bis 1798
Bürgermeister von Hannover.

## Leben
Nach seinem Jura-Studium in Braunschweig, Leipzig und Göttingen war Heiliger von 1753 bis 1755 Auditor im Konsistorium in Hannover. 1755 wurde er zum Stadtsyndikus und 1761 als Nachfolger von Christian Ulrich Grupen zum Bürgermeister gewählt, und zwar auf Wunsch vieler Ratsherren, da Heiliger sich während der französischen Belagerung Hannovers im Siebenjährigen Krieg verdient gemacht hatte. Nach dem Ende des Krieges, der offengelegt hatte, dass die Stadtbefestigung keinen zeitgemäßen Schutz mehr bot, ließ er diese niederreißen und die Georgstraße anlegen – der Anfang des rasanten Ausbaus der Stadt im 19. Jahrhundert. Zu seinen Amtshandlungen zählten auch Verbesserungen beim Brandschutz und beim Armenwesen, eine Reform der Altstäder Lateinschule, des Lyzeums, und die Errichtung einer Freyen Zeichenschule für Handwerkslehrlinge. Außerdem verfasste er den Rathäuslichen Schematismus, eine Beschreibung der wichtigsten Einrichtungen der Stadt. 1798 legte Heiliger sein Amt nieder. Er starb am 2. Juli 1803 in Hannover und wurde auf dem Gartenfriedhof begraben.
Heiliger stand im Austausch mit Gelehrten wie Georg Christoph Lichtenberg oder Karl Philipp Moritz, und Johann Carl Fürchtegott Schlegel bescheinigte ihm eine große literarische Gelehrsamkeit und außerordentliche Kunde der Landesgeschichte, wovon auch seine über 7.000 Bände umfassende private Bibliothek zeugt.

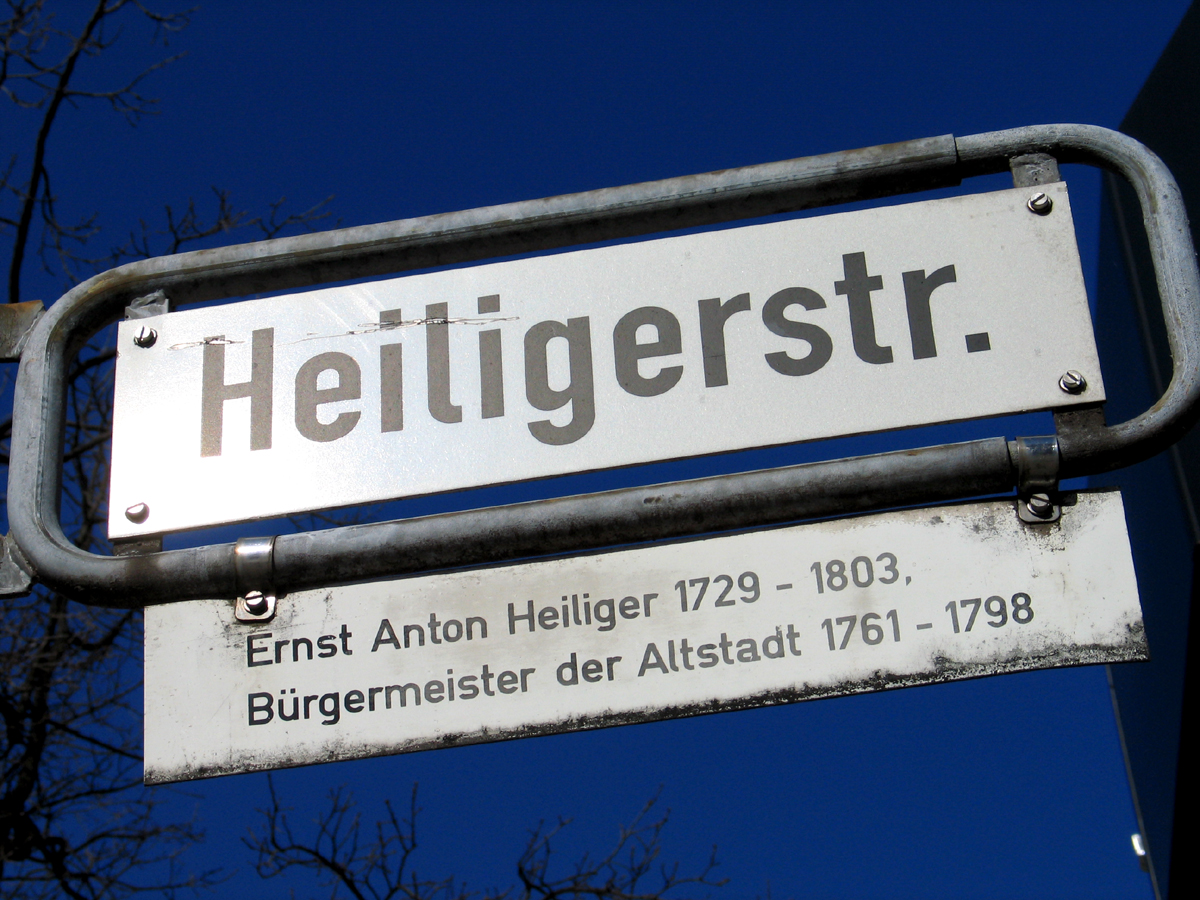
Die Heiligerstraße mit Legende zum Bürgermeister

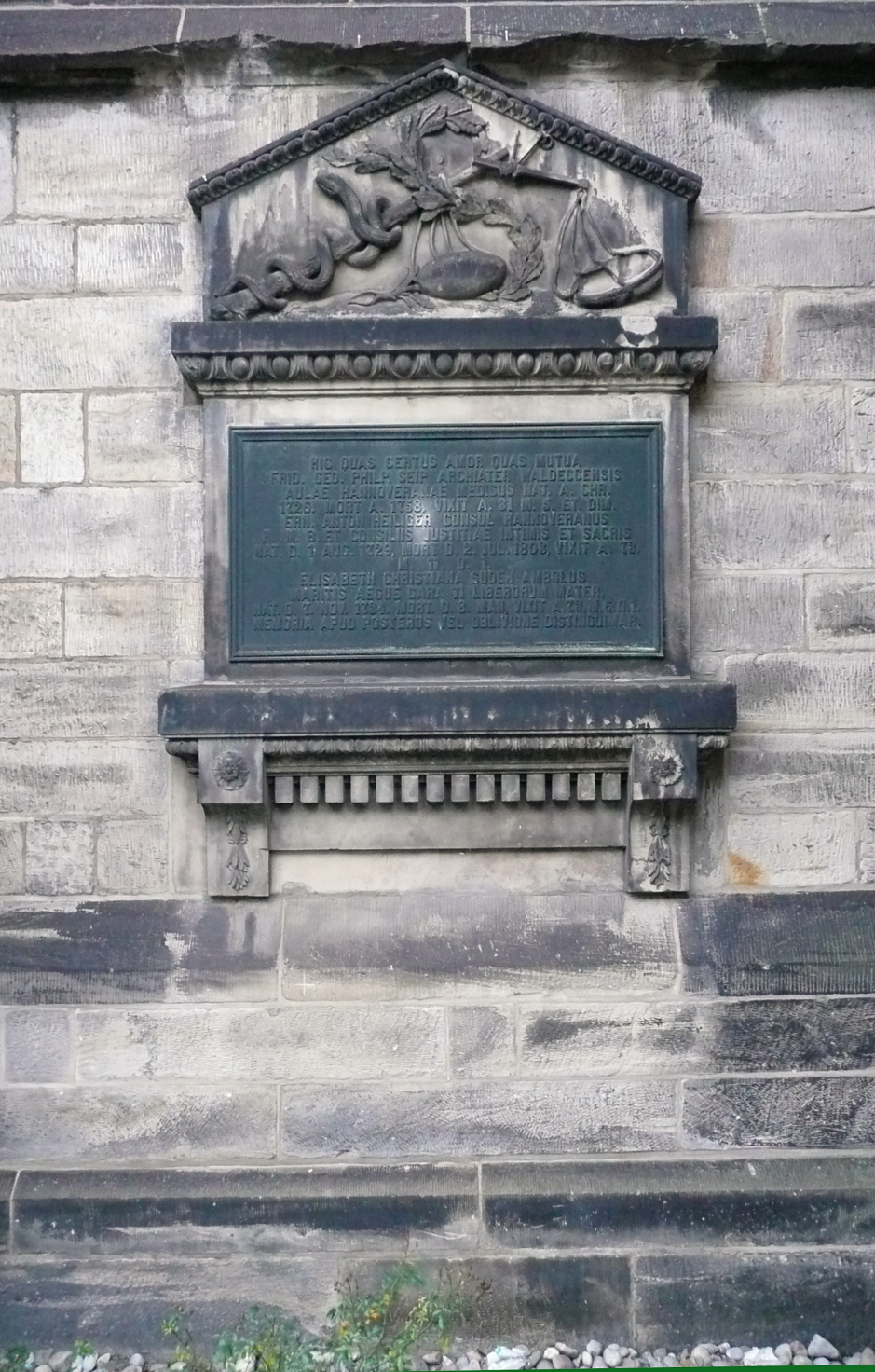
Epitaph für Ernst Anton Heiliger an der Gartenkirche auf dem Gartenfriedhof

Neben einer Straße in der Innenstadt wurde auch eine schwefelhaltige Quelle in der Eilenriede nach ihm benannt, die er 1794 einfassen und an der er einen Stein mit Inschriften aufstellen ließ.
Die Familie Heiliger gehörte im 18. und 19. Jahrhundert zu den sogenannten Hübschen Familien.